# ペラム・パークウェイ駅 (IRTダイアー・アベニュー線)
ペラム・パークウェイ駅（Pelham Parkway）はニューヨーク市地下鉄IRTダイアー・アベニュー線の駅である。ブロンクス区ペラム・ガーデンズとペラム・パークウェイに跨がるペラム・パークウェイとエスプラネード（駅構内には"エスプラネード・アベニュー"と誤った案内がある）の交差点に位置し、5系統が終日停車する。

## 歴史

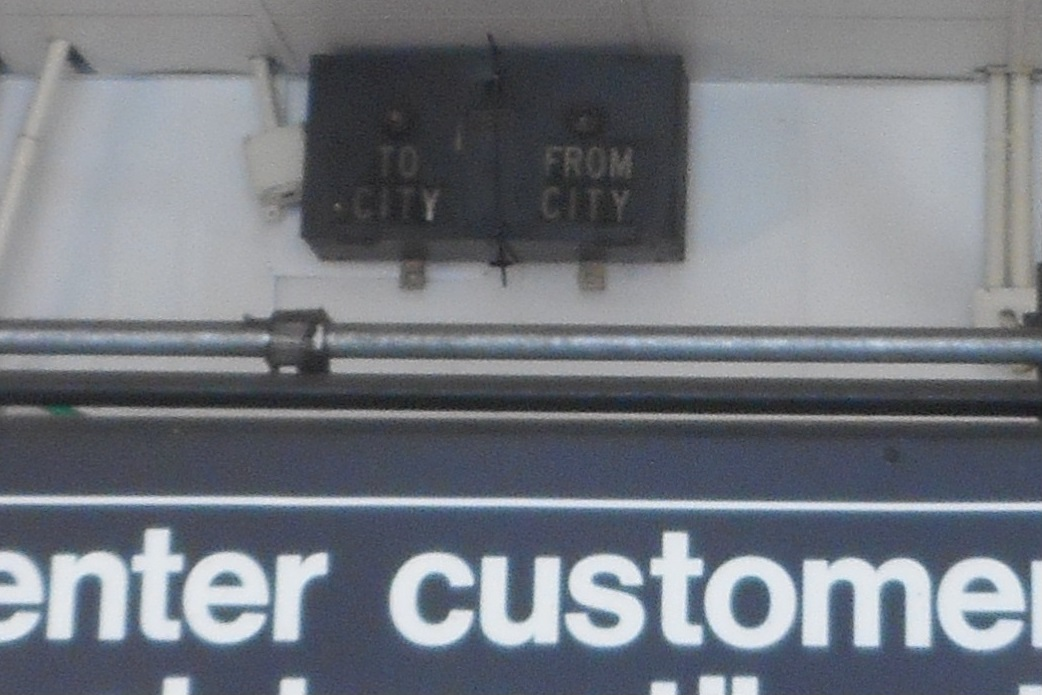
ニューヨーク・ウェストチェスター・アンド・ボストン鉄道時代の「To City」/「From City」と書かれた列車方面案内

この駅は、元々ニューヨーク・ウェストチェスター・アンド・ボストン鉄道（以下NYW&B）の急行停車駅として開業した。その後1937年12月12日にNYW&Bが倒産した際に路線と共に廃止されたが、1940年にニューヨーク市がブロンクスとウェストチェスターの境界より南側の線路を購入、1941年5月15日に営業が再開された。元のNYW＆B時代の列車方面案内が構内に残されている。
1981年にMTAは、地下鉄内で最も老朽化した69駅の中に当駅を挙げた。2015-2019 MTA投資計画の下で、この駅は30の他のニューヨーク市地下鉄駅とともに完全な見直しを受けたため、最大6か月間営業休止して改装を行う予定であった。改良内容は携帯電話サービスやWi-Fi、充電所の追加、案内看板や照明の更新となっている。しかし、これらの改装の資金割り当ては資金不足のために2020-2024 MTA投資計画まで延期されている。

## 駅構造
| G          | 地上階                                   | 出入口 改札口、駅員詰所、メトロカード自動券売機 |
| P ホーム階 | 北行緩行線                               | ← イーストチェスター-ダイアー・アベニュー駅行き（ガン・ヒル・ロード駅） |
| P ホーム階 | 島式ホーム、到着番線に応じた側の扉が開く | |
| P ホーム階 | 北行急行線                               | ← 定期列車なし |
| P ホーム階 | 南行急行線                               | → 定期列車なし |
| P ホーム階 | 島式ホーム、到着番線に応じた側の扉が開く | |
| P ホーム階 | 南行緩行線                               | → 平日：フラットブッシュ・アベニュー-ブルックリン・カレッジ駅行き（モリス・パーク駅）→ 平日夜間・週末：ボウリング・グリーン駅行き（モリス・パーク駅）→ 深夜：東180丁目駅行き（モリス・パーク駅）→ |

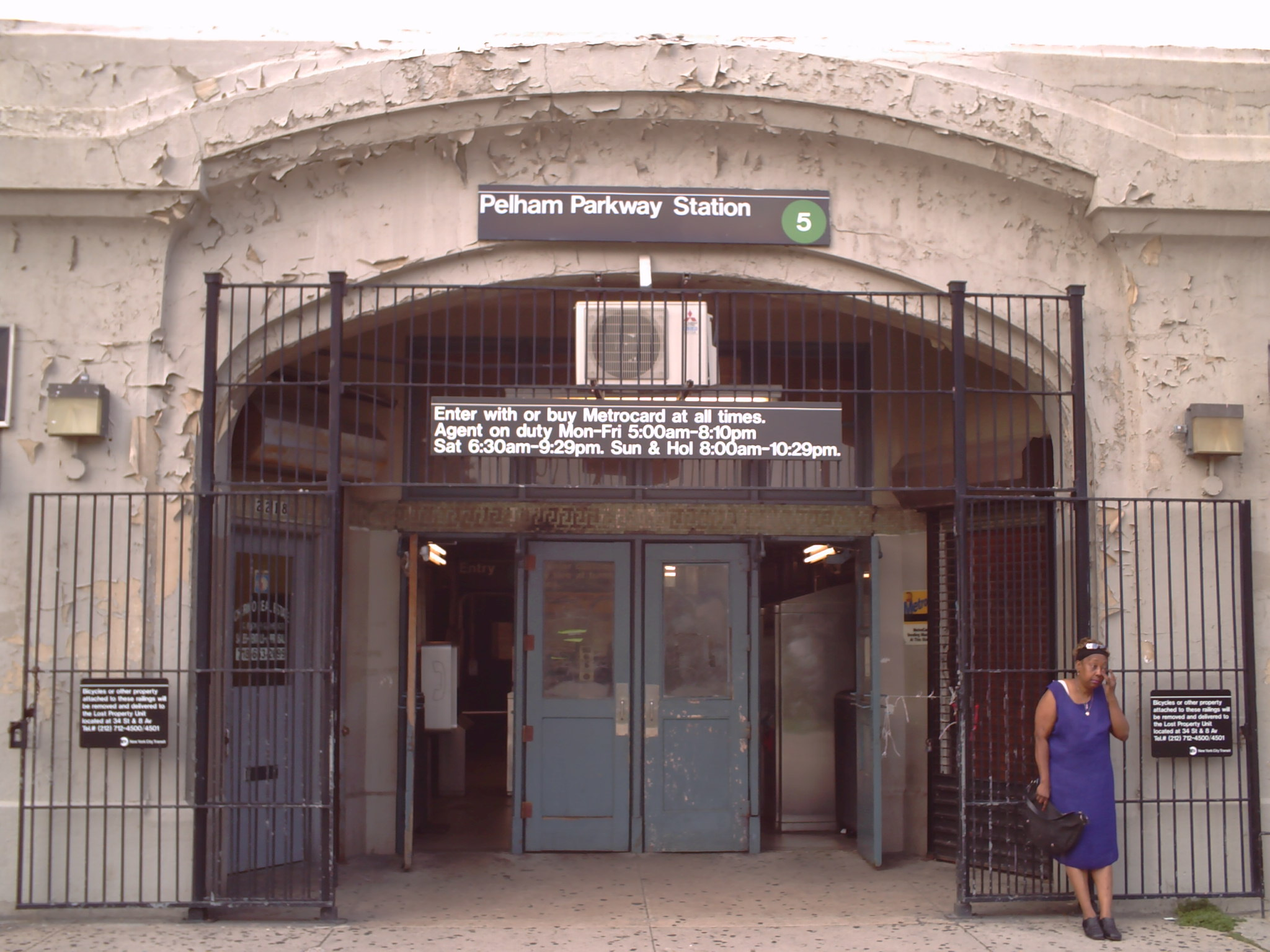
駅入口、2008年撮影

駅は島式ホーム2面と緩行線2線、急行線2線を有した2面2線の地下駅である。ただし、南北急行線は定期旅客列車の運行がなされておらず、北行急行線は駅の北側で車止めにより途切れている。当駅は、ダイアー・アベニュー線内唯一の完全な地下駅（南隣のモリス・パーク駅は半分地下、半分地上）であり、IRTで最北端の地下駅である。また、ブロンクス区内唯一の4線の地下駅でもある。

### 出口
駅には出入口は1つのみで、ラコニア・アベニューとエスプラナードの交差点の北東付近に位置している。